# Crocidura hikmiya
Crocidura hikmiya — дрібний ссавець, вид роду білозубка (Crocidura) родини мідицеві (Soricidae) ряду мідицеподібні (Soriciformes).

## Опис
Філогенетичний аналіз показує, що C. hikmiya сестринський вид до C. miya. 

## Поширення
Це нещодавно описаний вид в даний час відомий тільки з Синхараджа, об'єкта Всесвітньої спадщини, Шрі-Ланка. Був зафіксований, у двох місцях в лісі (460 м над рівнем моря і 1040 м над рівнем моря). 

## Загрози та охорона
Здається ймовірним, що місце існування цього виду піддається деякому ступеню деградації або втрати, в основному за рахунок перетворення цих лісових масивів в сільськогосподарське використання (у тому числі на плантації).